# Kottetätskivling
Kottetätskivling (Baeospora myosura) är en svampart som först beskrevs av Elias Fries, och fick sitt nu gällande namn av Rolf Singer 1938. Enligt Catalogue of Life ingår Kottetätskivling i släktet Baeospora,  och familjen Marasmiaceae, men enligt Dyntaxa är tillhörigheten istället släktet Baeospora,  och familjen Cyphellaceae. Arten är reproducerande i Sverige. Inga underarter finns listade i Catalogue of Life.

## Källor

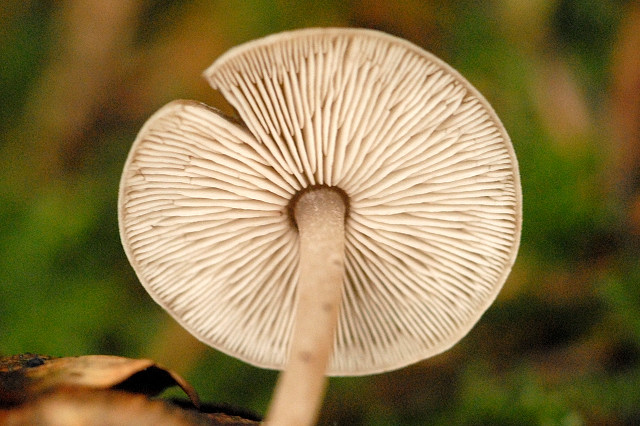
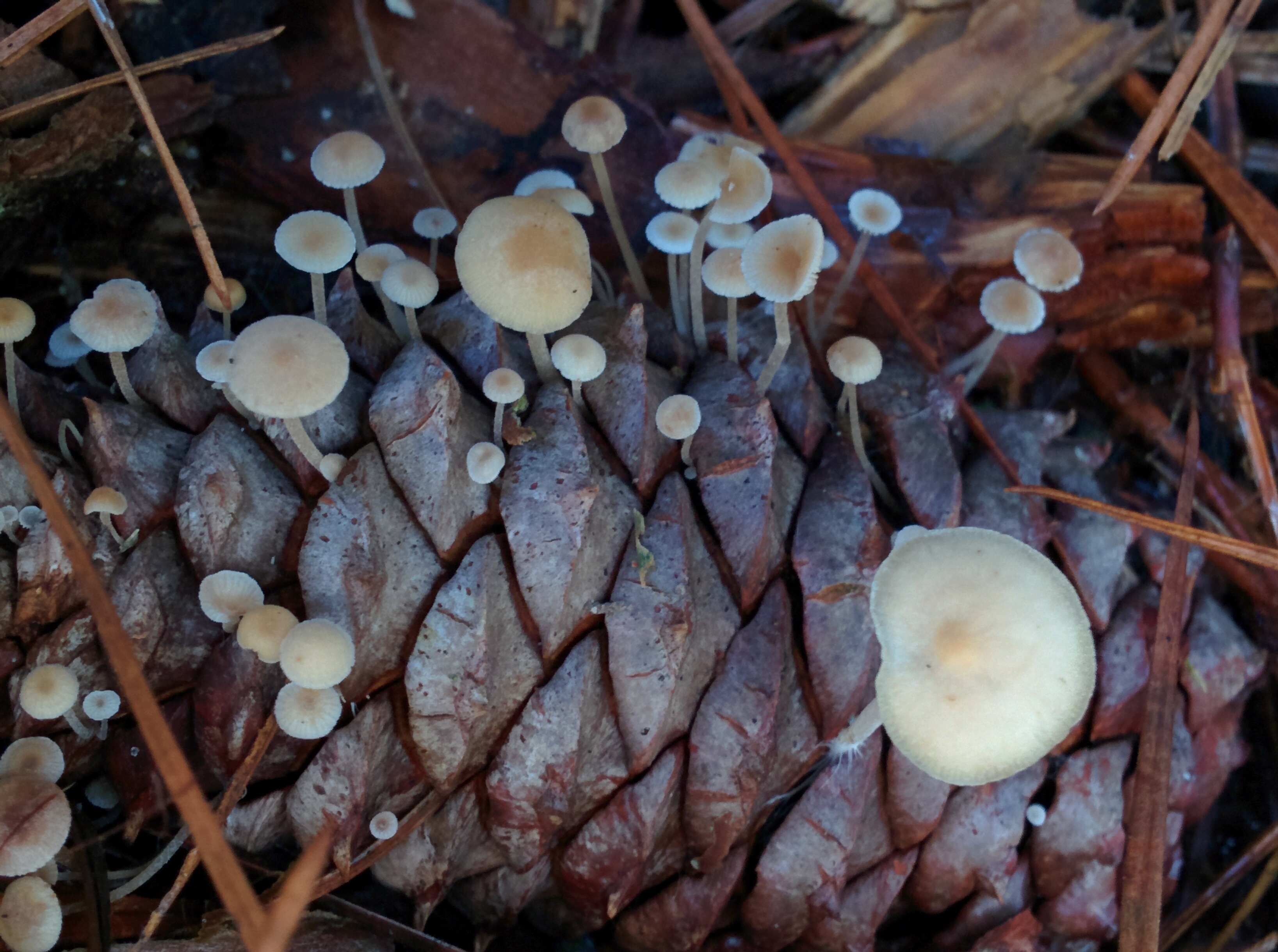
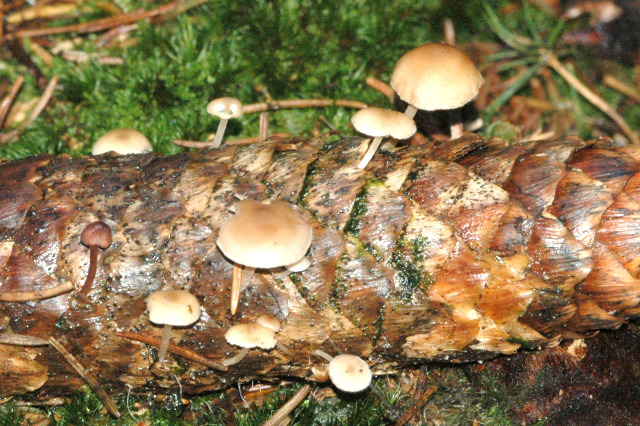